# Shalrie Joseph
Shalrie Jamal Joseph (São Jorge, 24 de maio de 1978) é um ex-futebolista e treinador de futebol granadino que joga como volante. Atualmente treina as categorias de base do New England Revolution.

## Carreira
Iniciou a carreira apenas em 2002, no New York Freedom, uma equipe de futebol indoor, após jogar futebol universitário na Bryant & Stratton College, entre 1998 e 1999, e também no St. John's Red Storm, de 2000 a 2002.
Entre 2003 e 2012, defendeu o New England Revolution, equipe da MLS que o selecionou no superdraft de 2002. Pelos Rev's, foram 261 jogos e 37 gols. Depois de ter 2 propostas negadas pela MLS (uma de 1 milhão de dólares em 2006 e outra de 2 milhões, em 2007) foi negociado com o Chivas USA em agosto de 2012 atuando em apenas 12 partidas.
Joseph ainda passou pelo Seattle Sounders FC em 2013, voltando ao New England Revolution um ano depois, porém não entrou em campo. Após um ano parado, regressou aos gramados em 2016 para defender o FC Boston, da Premier Development League (espécie de quarta divisão do futebol nos Estados Unidos), encerrando a carreira em 2017, aos 39 anos.

## Carreira internacional
Entre 2002 e 2008, atuou pela Seleção de Granada. Pelos Spice Boys, Joseph disputou 20 partidas e um gol.

## Carreira de treinador
Foi também o técnico de Granada entre 2018 e 2019 entrando no lugar de Ashley Folkes. Desde março de 2020, comanda as categorias de base do New England Revolution.

## Títulos
New England Revolution
- Lamar Hunt U.S. Open Cup: 2007
- SuperLiga Norte-Americana: 2008

### Individuais
- MLS Best XI: 2005, 2007, 2008, 2009